# Relikt (Reaktivpanzerung)

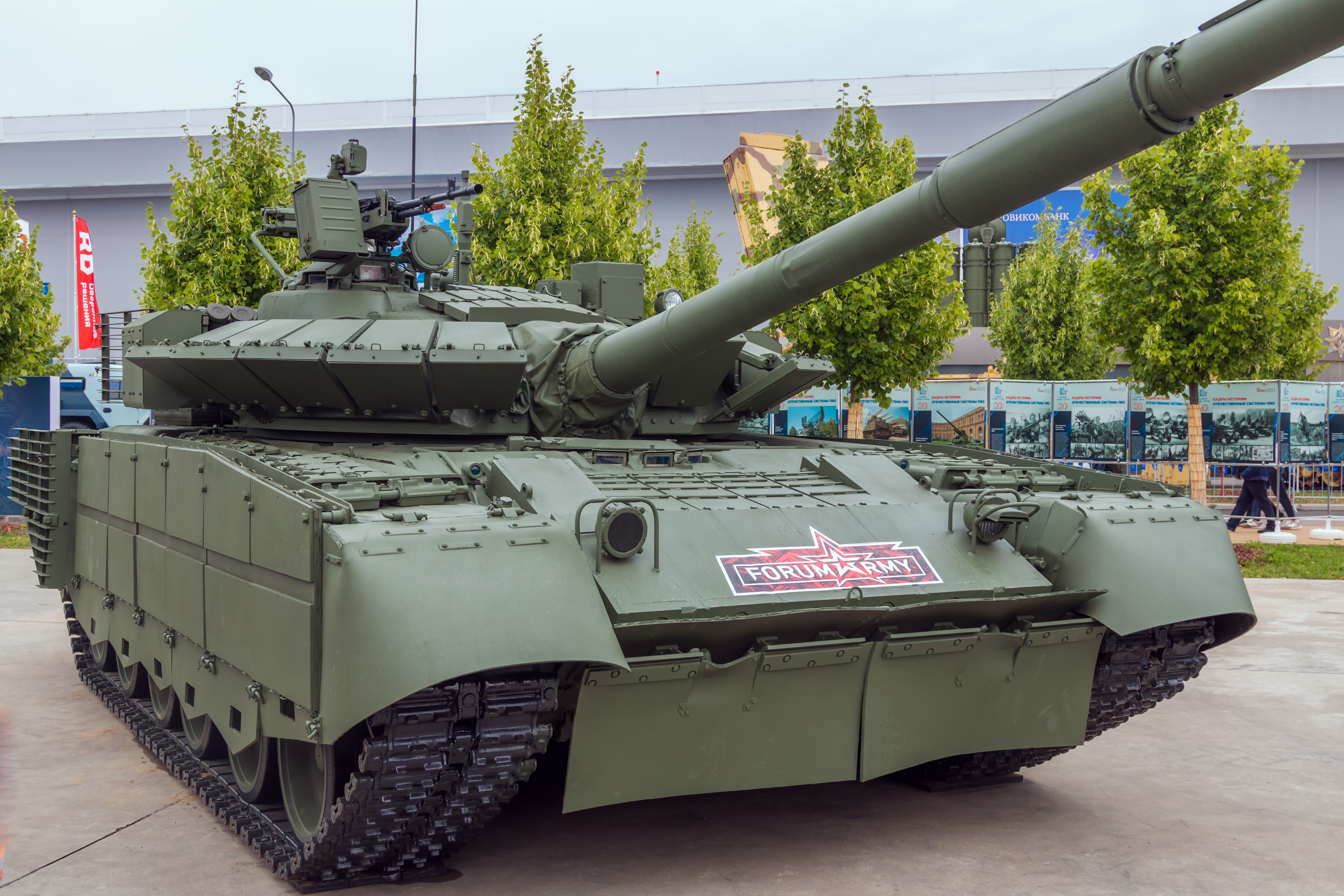
T-80BVM mit Relikt-Reaktivpanzerung

4S23 Relikt ist eine russische Reaktivpanzerung der dritten Generation. Die von dem Hersteller NII Stali gebaute Panzerung wurde 2006 als Nachfolger von Kontakt-5 eingeführt und soll doppelt so effektiv sein. Relikt wird unter anderem an den Kampfpanzern T-72B, T-80B und T-90M sowie dem BMPT-Kampfunterstützungsfahrzeug eingesetzt. Ein 4S23-Panzerungselement besteht aus rund 2 kg Sprengstoff zwischen mehreren Keramik- und Metallplatten. Weiter ist die Reaktivpanzerung in etwas Abstand zu der eigentlichen Panzerung der Fahrzeuge angebracht, was einen zusätzlichen Schutz bietet. Die Relikt-Panzerung soll eine Schutzwirkung (RHA-Äquivalent) von bis zu 600 mm gegen Hohlladungen besitzen. Rechteckige Relikt-Platten schützen die Seiten und die Rückseite der Fahrzeuge, trapezförmige Platten sind am Geschützturm angebracht. Die Relikt-Panzerungselemente an einem russischen Kampfpanzer wiegen zusammen rund 2,3 Tonnen. Der Nachfolger von Relikt ist Malachit und wird bei der Armata-Panzerfamilie verwendet.